# Calle 168 (línea Jamaica)
La Calle 168 fue una estación localizada en la sección que fue demolida de la línea Jamaica. Tenía 2 vías y 1 plataforma central. Esta estación fue construida como parte de los Contratos Duals[cita requerida]. Abrió el 12 de diciembre de 1916, y cerró el 10 de octubre de 1977. La siguiente parada al sur era la Calle 160. Fue cerrada debido a la anticipación de la línea de la Avenida Archer, y debido a la presión política del área.